# Spiridens setosus
Spiridens setosus là một loài rêu trong họ Spiridentaceae. Loài này được (Hedw.) Mitt. mô tả khoa học đầu tiên năm 1888.